# 151 Eskadra Myśliwska
151 eskadra myśliwska – pododdział lotnictwa myśliwskiego Wojska Polskiego w II Rzeczypospolitej.
W kampanii wrześniowej 1939 eskadra walczyła w składzie Samodzielnej Grupy Operacyjnej „Narew”, operując z lotniska polowego w Bieli. Po rozbiciu SGO przegrupowała się w rejon Brześcia i tam wykonywała loty na korzyść Naczelnego Wodza. 17 września cztery sprawne samoloty przekroczyły granicę rumuńską. Piloci eskadry walczyli później w Polskich Siłach Zbrojnych. 
1 września eskadra posiadała 10 samolotów PZL P.7a. W wyniku działań bojowych straciła 6 samolotów, 1 oficer został ranny, jeden zaginął. Uszkodzono jeden samolot nieprzyjaciela. Godło eskadry: „Kondor walczący” w kolorze niebieskim na tle białego równoramiennego krzyża.

## Eskadra w okresie pokoju
Plan rozbudowy lotnictwa wojskowego w 1937 przewidywał utworzenie w 5 pułku lotniczym 2-eskadrowego dywizjonu myśliwskiego. 151 eskadra myśliwska została sformowana na podstawie rozkazu L. 2007/tjn. II-1 Ministra Spraw Wojskowych z dnia 9 października 1937. Pododdział został zorganizowany na lotnisku Porubanek koło Wilna, na bazie rozformowanej 143 eskadry myśliwskiej z Torunia. Personel latający uzupełniono świeżo promowanymi oficerami Szkoły Podchorążych Lotnictwa w Dęblinie oraz absolwentami Wyższej Szkoły Pilotażu w Grudziądzu. Razem ze 152 eskadrą myśliwską wchodziła w skład III dywizjonu myśliwskiego 5 pułku lotniczego. Wyposażenie stanowiły przestarzałe samoloty PZL P.7.
W marcu 1938 Polska wystosowała ultimatum wobec Litwy, żądając nawiązania stosunków dyplomatycznych. Swoje żądania polska strona poparła demonstracją militarną. Częścią tej demonstracji była koncentracja eskadr myśliwskich i liniowych prawie wszystkich pułków lotniczych w Wilnie. Zgromadzone w Porubanku samoloty 111., 112., 151. i 152 eskadry myśliwskiej 17 marca wykonały demonstracyjny lot wzdłuż granicy polsko-litewskiej na odcinku Święciany–Druskienniki. Na czele formacji leciał mjr pil. Edward Więckowski ze swoim dywizjonem, a za nim III/1 dywizjon myśliwski z Warszawy. Lot odbył się na wysokości 1000 m. Nie wolno było pod żadnym pozorem przekraczać granicy litewskiej.
W sierpniu 1938 eskadra ćwiczyła strzelanie na poligonie Pohulanka, a w listopadzie na zawodach lotnictwa myśliwskiego w Toruniu ekipa III/5 dywizjonu zajęła zespołowo I miejsce. 
 W 1939 piloci ćwiczyli na poligonie też na samolotach PZL P.11. W czerwcu przydzielono do eskadry 5 podchorążych ostatniego rocznika szkoły dęblińskiej, 2 podchorążych pilotów rezerwy oraz 4 absolwentów Szkoły Podoficerskiej Lotnictwa dla Małoletnich w Krośnie. Tuż przed wybuchem wojny w trzech samolotach PZL P.7 wymieniono przestarzałe i zacinające się karabiny maszynowe Vickers E na karabiny PWU wz. 33.
W 1939 roku  mobilizację sierpniową eskadra przeprowadziła na macierzystym lotnisku Porubanek. W godzinę po rozpoczęciu czynności mobilizacyjnych rzut powietrzny eskadry odleciał na lotnisko alarmowe Jaszuny, a w nocy z 26 na 27 sierpnia wyjechał, wraz z nadwyżką pilotów, rzut kołowy. 31 sierpnia, zgodnie z rozkazem Naczelnego Dowódcy Lotnictwa, 151 eskadra przegrupowała się na lotnisko rozdzielcze Milewko, a stąd 10 samolotów P.7a odleciało na lądowisko Biel, w rejon odpowiedzialności Samodzielnej Grupy Operacyjnej „Narew”.

## Działania eskadry w kampanii wrześniowej

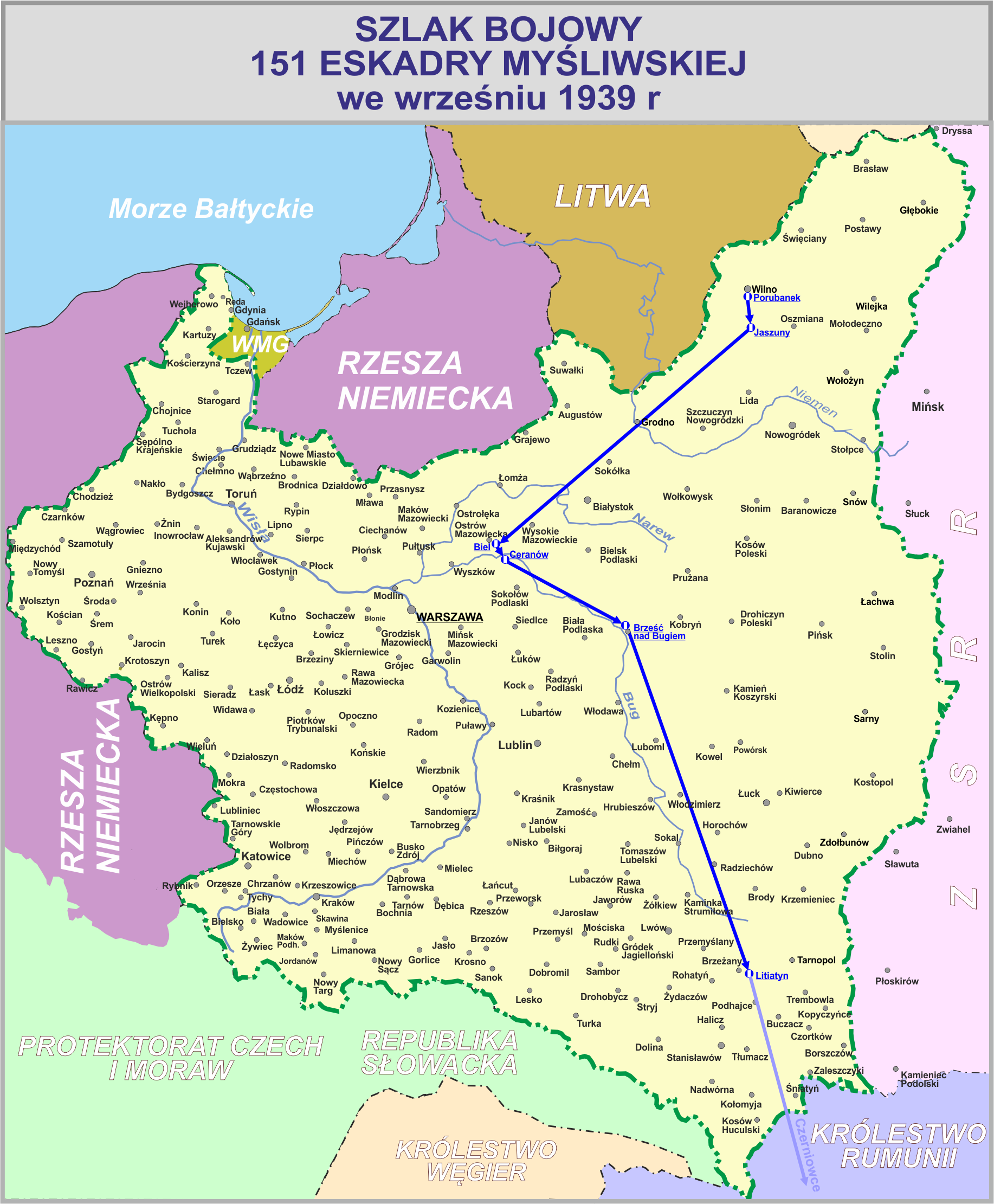

W składzie lotnictwa Samodzielnej Grupy Operacyjnej „Narew”
W kampanii wrześniowej 1939 eskadra walczyła w składzie Samodzielnej Grupy Operacyjnej „Narew”.
Rano 1 września dowódca eskadry por. pil. Józef Brzeziński wziął udział w odprawie dowódcy lotnictwa SGO „Narew” w Łomży. Po powrocie powiadomił personel o stanie wojny z Niemcami i postawił pierwsze zadanie bojowe.
Klucz  w składzie:  por. Wesołowski, ppor. Grzech i kpr. Cichoń miał ubezpieczać własny samolot rozpoznawczy. Maszyny powróciły na lotnisko około 15.00. Wykryto niemieckie lotnisko koło Szczytna. Przez cały dzień czuwały klucze alarmowe. Aktywność Luftwaffe w tym obszarze była jednak znikoma i inne samoloty nie startowały.

2 września w rejon Myszyńca wystartował klucz w składzie: ppor. Kinel, pchor. Bondar i kpr. Hofman. Klucz wrócił bez styczności z nieprzyjacielem. Klucz zasadzki nadal nie był wykorzystywany. 3 września w stanie alarmu przebywał klucz w składzie: ppor. Szulc,  pchor. Stanisław Andrzejewski i pchor. Łukaszewicz i o 15.00 wyleciał na rozpoznanie poza linię frontu. W locie powrotnym pchor. Andrzejewski i pchor. Łukaszewicz ostrzelali kolumnę samochodów. Startował też klucz zasadzki w składzie ppor. Kinel, pchor. Andruszko i kpr. Hofman. Do starcia z niemieckimi bombowcami nie doszło. 4 września coraz większą aktywność wykazywały samoloty zwiadowcze i bombowe Luftwaffe. Po południu, z zadaniem spędzania niemieckich samolotów bombardujących polskie linie obronne oraz zaplecze, wystartowali por. Brzeziński, por. Wesołowski i kpr. Kawałkowski. W starciu z niemieckim Dornierem samolot kpr. Kawałkowskiego zapalił się, a ranny pilot wyskoczył ze spadochronem za linią frontu, po stronie niemieckiej. Uznano go za zaginionego. Samoloty pozostałych pilotów wróciły na lotnisko mocno postrzelane.
5 września w alarmie był klucz: ppor. Szulc oraz pchor. Andrzejewski i pchor. Łukaszewicz. Po południu eskadra otrzymała zadanie ataku na niemieckie bombowce operujące w rejonie Ostrołęki, Małkini i Ostrowi Mazowieckiej. W walkach w rejonie Ostrołęki pchor. Łukaszewicz trafił Dorniera. Samolot dymiąc odleciał w kierunku Prus Wschodnich. Polski klucz powrócił do bazy, a w jego miejsce wystartowali ppor. Grzech z pchor. Bondarem i kpr. Cichoniem. Z samolotami niemieckimi nie nawiązali już kontaktu. Kilkudniowe doświadczenia z walk wykazały zupełną nieprzydatność samolotów P.7a, wyposażonych w karabiny maszynowe typu Vickers, w walce z niemieckimi samolotami. Karabiny po kilku seriach zacinały się. Na meldunek por. Brzezińskiego o tak złym wyposażeniu eskadry, dowódca lotnictwa SGO „Narew” polecił „straszyć niemieckie samoloty markującym ogniem...” (sic!).
6 września zbombardowane zostało lotnisko w Bieli. Wcześniej startował klucz por. Wesołowskiego z podchorążymi Bondarem i Sawickim. Klucz lądował w czasie bombardowania lotniska, ale nie zauważył niemieckiego samolotu (sic!). W tym czasie niemieckie wojska lądowe zbliżały się do Ostrowi Mazowieckiej. Dowódca eskadry zarządził w nocy alarm. Piloci zgromadzili się przy samolotach, a rzut kołowy  odjechał do Ceranowa. O świcie do Ceranowa wyleciał  rzut powietrzny.
7 września eskadra nie latała. Dokonywano przeglądów i napraw samolotów. Prace remontowe utrudniał brak części zamiennych i materiałów technicznych, pozostawionych w magazynie przy lotnisku Biel. Brakowało też benzyny.
8 września ppor. Kinel z podchorążymi Bondarem i Słomskim rozpoznawali teren na linii frontu. Atakowały ich cztery Bf 109. Klucz, unikając walki, wrócił na lotnisko bez strat. Kilka godzin później podobne zadanie wykonywał ppor. Szulc z pchor. Andrzejewskim. W południe dowódca eskadry otrzymał rozkaz odlotu na lotnisko Adamków koło Brześcia. O zmierzchu samoloty eskadry były już w nowym miejscu postoju.
Pod rozkazami Naczelnego Dowódcy Lotnictwa
9 września  por. Wesołowski i kpr. Hofman wykonywali zadania rozpoznawcze na zapotrzebowanie Naczelnego Dowództwa Lotnictwa, a ppor. Grzech i pchor. Bondar, oraz po południu pchor. Słomski z kpr. Cichoniem,  startowali przeciwko bombowcom atakującym teren twierdzy Brześć. Eskadra nie poniosła strat, ale piloci byli bardzo zawiedzeni fatalnym stanem uzbrojenia samolotów. Przed wybuchem wojny zdążono wymienić Vickersy na karabiny maszynowe wz. 33 jedynie w trzech samolotach. Zmorą była też przestarzała amunicja. Po południu dowódca eskadry otrzymał zadanie rozpoznania dróg i broni pancernej po trasie Brześć – Wysokie Litewskie − Siemiatycze – Sokołów Podlaski – Węgrów, a następnie przekazanie stacjonującemu w Zielonce dowódcy III/5 lub dowódcy 152 eskadry myśliwskiej rozkazu odlotu rzutu powietrznego do Adamkowa i wymarszu rzutu kołowego w kierunku na Lublin. Zadanie to wykonywał w dniu następnym por. Wesołowski. Na skutek przestrzelin podwozia, przy lądowaniu, samolot Wesołowskiego uległ uszkodzeniu. W tym dniu pchor. Andrzejewski wykonywał zadanie rozpoznawcze.

Rano 11 września ppor. Szulc rozpoznawał ruchy oddziałów niemieckich w rejonie Wyszków, Węgrów i Mińsk Mazowiecki. Na podobne zdanie wystartowali ppor. Kinel i pchor. Andruszko. Podporucznik Zygmunt Kinel został ciężko ranny. Wylądował z najwyższym trudem w okolicach Zambrowa i został odesłany do szpitala w Wilnie. Podchorąży Andruszko został zestrzelony w rejonie Drohiczyna i ratował się skokiem ze spadochronem.
Około 14.00 pchor. Łukaszewicz poleciał z rozkazem Naczelnego Wodza do dowódcy Armii „Poznań”. W locie powrotnym, z braku paliwa, lądował w majątku Drewinia, a następnie różnymi środkami lokomocji przedostał się do Rumunii.
Po południu na zadanie rozpoznawcze wystartował pchor. Pawlak. Ostrzelany został przez Messerschmitty w rejonie Włodawy i zmuszony do lądowania na polach majątku Różanka. Po uzyskaniu pomocy powrócił do jednostki. Wieczorem przyszedł rozkaz o zmianie lotniska.  Jeszcze przed świtem 12 września około godz. 2.30 wystartowało do Litiatyna  pięć samolotów eskadry. Po blisko 2 godzinach lotu samoloty wylądowały na nowym lotnisku. Tego dnia lotów bojowych nie było.  Z braku paliwa eskadra nie wykonywała zadań również w kolejnych dniach. 16 września dokonano reorganizacji lotnictwa myśliwskiego. Z pilotów i samolotów P.7a utworzono eskadrę rozpoznawczą. Nadwyżkę personelu latającego częściowo ulokowano na zasadzkach zwalczających rozpoznawcze lotnictwo niemieckie.

17 września po południu cztery P.7a, pilotowane przez por. Wesołowskiego, ppor. Grzecha oraz podchorążych Bondara i Słomskiego odleciały, wraz z innymi samolotami Brygady Pościgowej, do Czerniowiec w Rumunii. Rzut kołowy eskadry został częściowo rozproszony koło Trembowli, a personel internowany w ZSRR. Tylko jeden z eszelonów transportu dotarł do Śniatynia i 18 września przekroczył granicę rumuńską.
| Zestrzelenia   | Zestrzelenia        | Zestrzelenia        | Zestrzelenia        |
| -------------- | ------------------- | ------------------- | ------------------- |
|                | Pewne               | Prawdopodobne       | Uszkodzenia         |
|                |                     | 1                   |                     |
| Straty eskadry |                     |                     |                     |
| Ranni          | ppor. Zygmunt Kinel | ppor. Zygmunt Kinel | ppor. Zygmunt Kinel |
| Zaginieni      | kpr. Kawałkowski    | kpr. Kawałkowski    | kpr. Kawałkowski    |
| Samoloty       |                     |                     |                     |
| Stan           | Uzupełnienie        | Zniszczone          | Ewakuacja           |
| 10 P.7a        | 0                   | 6                   | 4                   |

## Obsada personalna eskadry
| stanowisko        | stopień, imię i nazwisko   |
| ----------------- | -------------------------- |
| dowódca eskadry   | por. Józef Brzeziński      |
| zastępca dowódcy  | por. Marian Wesołowski     |
| oficer techniczny | ppor. Zdzisław Guranowski  |
| piloci            | ppor. Aleksiej Żukowski    |
| piloci            | ppor. Bogdan Bielkiewicz   |
| piloci            | ppor. Jan Bury-Burzymski   |
| piloci            | ppor. Jan Grzech           |
| piloci            | ppor. Mirosław Orzechowski |
| piloci            | ppor. Wiktor Szulc         |

| Dowództwo eskadry            | Dowództwo eskadry                                  |
| Stanowisko                   | Stopień imię i nazwisko                            |
| ---------------------------- | -------------------------------------------------- |
| dowódca eskadry              | por. pil. Józef Brzeziński †15 III 1942            |
| zastępca dowódcy             | por. pil. Marian Jan Wesołowski †9 I 1942          |
| oficer techniczny            | ppor. pil. Zygmunt Jan Kinel †8 V 1941             |
| szef mechaników              | st. majster wojsk. Edward Skierczyński †8 V 1941   |
| szef administracyjny         | st. sierż. Michał Pasierski                        |
| podoficer gospodarczy        | plut. Józef Drozdowski                             |
| Personel techniczny i piloci |                                                    |
| Personel techniczny          | Piloci                                             |
| sierż. Kazimierz Gutowski    | ppor. pil. Jan Grzech†23 XI 1941                   |
| plut. Józef Chruzanowicz     | ppor. pil. Wiktor Szulc                            |
| plut. Stanisław Dziondziak   | pchor. pil. Michał Andruszko dywizjon 318          |
| plut. Antoni Jakimiuk        | pchor. pil. Stanisław Andrzejewski                 |
| plut. Czesław Rybiński       | pchor. pil. Józef Bondar †28 VI 1941               |
| kpr. Włodzimierz Dimitruk    | pchor. / ppor. pil. Marian Łukaszewicz †23 XI 1941 |
| kpr. Józef Kacalski          | pchor. pil. Zygmunt Słomski †29 VII 1942           |
| kpr. Kazimierz Koziełło      | pchor. rez. pil. Jerzy Pawlak                      |
| kpr. Wacław Korzan           | pchor. rez. pil. Stefan Sawicki                    |
| kpr. Zygfryd Madej           | kpr. pil. Czesław Cichoń                           |
| kpr. Edward Wasilewski       | kpr. pil. Eugeniusz Rafał Hoffman                  |
| kpr. Tadeusz Zająkała        | kpr. pil. Jan Kawałkowski 4 IX 1939 zaginiony      |
| st. szer. Adamski            | st. szer. pil. Michał Brzezowski †15 IX 1940       |
| st. szer. Walenty Hirt       | st. szer. pil. Bronisław Kościk †7 III 1942        |
| szer. Drabik                 | st. szer. pil. Ryszard Lewczyński †16 IX 1944      |
|                              | st. szer. pil. Henryk Wiktor Marchewicz            |

## Samoloty eskadry
W kampanii wrześniowej 1939 roku na uzbrojeniu eskadry znajdowało się dziesięć samolotów myśliwskich PZL P.7a.

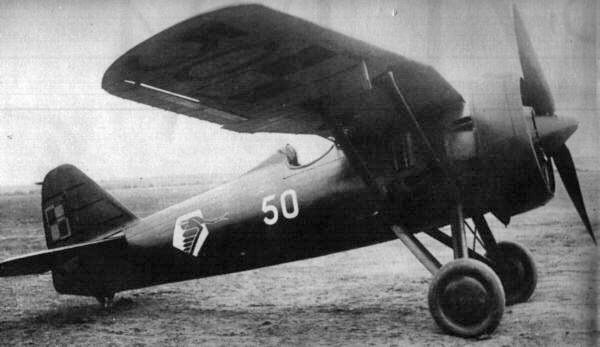
PZL P.7a (– 1939)

## Wypadki lotnicze
W okresie funkcjonowania eskadry miały miejsce następujące wypadki lotnicze zakończone obrażeniami lub śmiercią pilota:
- 3 lipca 1939 zginął kpr. pil. Edward Zdzitowiecki, który podczas lotu ćwiczebnego zderzył się w powietrzu z innym samolotem.